# Дир Крик (Оклахома)
Дир Крик (енгл. Deer Creek) град је у америчкој савезној држави Оклахома.

## Демографија
По попису из 2010. године број становника је 130, што је 17 (-11,6%) становника мање него 2000. године.
| Група             | 2000.       | 2010.       |
| Белци             | 124 (84,4%) | 116 (89,2%) |
| Афроамериканци    | 0 (0,0%)    | 0 (0,0%)    |
| Азијати           | 0 (0,0%)    | 0 (0,0%)    |
| Хиспаноамериканци | 9 (6,1%)    | 3 (2,3%)    |
| Укупно            | 147         | 130         |